# Piergiorgio Deila
Piergiorgio Deila (* 7. října 1966) je italský rallyový závodník.

## Kariéra
Deila aktivně závodil v letech 1985 až 2009. Největších úspěchů dosáhl v letech 1990 až 1995 s vozem Lancia Delta HF Integrale a s Pierangelem Scalvinim na sedadle spolujezdce.
Jeho nejlepší umístění na mistrovství světa je 7. místo na Rallye Sanremo v roce 1990. V roce 1995 zvítězil v kategorii 2WD na Portugalské rallye s Peugeot 306 S16.
Spolu se svým krajanem Enricem Bertonem  je jediným cizincem, který dokázal vyhrát Mistrovství České republiky v rallye. Jako jediný vyhrál zároveň italské (1992) i české (1994) mistrovství.
V sezóně 2013, ve věku 47 let, se k závodění vrátil s vozem Renault Clio R3.

## Výsledky

### Tituly v národních šampionátech
- 1992: Mistrovství Itálie v rallye (Lancia Delta HF Integrale, spolujezdec Pierangelo Scalvini);
- 1994: Mezinárodní mistrovství České republiky rallye (Lancia Delta HF Integrale, V.I.P Motorsport, spolujezdec Pierangelo Scalvini, Karel Jirátko)[1]